# Улица Данилевского (Харьков)
Улица Данилевского — улица в Шевченковском районе Харькова, в районе Госпрома. Длина 1800 метров. Начинается от улицы Сумской, пересекается улицами Тринклера, Литературной, проспектом Науки, Леся Курбаса. В неё упирается улица Юры Зойфера и переулок Самокиша. Заканчивается на пересечении с Клочковской спуском. Застроена многоэтажными домами.
Названа в честь русского и советского физиолога, академика Василия Данилевского.

## История
Улица Данилевского возникла в 1870-х годах. В то время, как свидетельствует план города 1871 года, за пустырем, где находится площадь Свободы и территория областной клинической больницы, в нынешнем квартале, ограниченном улицами Данилевского, Тринклера, Культуры и Литературной, находился военный госпиталь.
В 1877 году, во время русско-турецкой войны, рядом с лазаретом были построены так называемые Лазаретные бараки.
В 1889 году Харьковская городская дума отвела здесь участок земли под строительство школы для слепых. Она была построена в 1890-х годах на углу с Сумской (сейчас это школа-интернат для слепых детей). Между школой и жилым домом напротив был оставлен проезд в военный госпиталь, в связи с чем образовался переулок, получивший название Госпитального.
В 1890-х годах напротив военного госпиталя вырос клинический городок университета (ныне территория областной клинической больницы), который определил южную сторону переулка. В дореволюционный период Госпитальный переулок был почти полностью застроен и протянулся к нынешней Литературной улице.
По адресу улица Данилевского, 36 находится средняя общеобразовательная школа № 105.

## Советский период
Дальнейшая застройка улицы относится к советскому периоду. В 1920—1930-х годах она прошла в юго-западном направлении полукольцом, повторяющий изгиб Кольцевой-1 и Кольцевой-2 (нынешний проспект Независимости) и объединилась с Клочковской спуском. В то время новый участок улицы, которая была застроена многоэтажными жилыми домами, получил название улицы XIV Съезда Советов.
В 1950-х годах на улице возведено несколько новых зданий, застроена большая часть квартала между улицами Ромена Роллана и Юры Зойфера, построено здание кинотеатра «Харьков» на углу с проспектом Ленина (ныне проспект Науки).